# Metabolizam gvožđa kod čoveka
Metabolizam gvožđa kod čoveka je set hemijskih reakcija koje održavaju ljudsku homeostazu gvožđa na sistemskom i ćelijskom nivou. Gvožđe je neophodno telu, ali je isto tako potencijalno toksično, i kontrolisanje nivoa gvožđa u telu je od kritične važnosti za mnoge aspekte ljudskog zdravlja i sprečavanje bolesti. Hematolozi imaju poseban interest u sistemski metabolizam gvožđa jer je ono esencijalno za crvena krvna zrnca, u kojima je najveći deo gvožđa u ljudskom telu sadržan. Razumevanje metabolizma gvožđa je isto tako važno za razumevanje bolesti usled prezasićenosti gvožđem, kao što je nasledna hemohromatoza, i deficijencije gvožđa, kao što je anemija deficijencije gvožđa.

## Značaj regulacije gvožđa
Gvožđe je esencijalni bioelement za većinu formi života, od bakterija do sisara. Njegov značaj leži u njegovoj sposobnosti da posreduje transfer elektrona. U svom fero stanju, gvožđe deluje kao donor elektrona, dok u feri stanju deluje kao akceptor. Stoga, gvožđe ima vitalnu ulogu u katalizi enzimatskih reakcija u kojima dolazi do elektronskog transfera (redukciji i oksidaciji, redoks). Proteini mogu da sadrže gvožđe kao deo različitih kofaktora, kao što su gvožđe sumporni klasteri (Fe-S) i hem grupe, koji se formiraju u mitohondrijama.

### Ćelijska respiracija
Ljudskim ćelijama je neophodno gvožđe da bi mogle da dobijaju energiju u vidu ATP molekula u višestepnom procesu poznatom kao ćelijska respiracija, specifičnije iz oksidativne fosforilacije u mitohondrijskim kristama. Gvožđe je prisutno u gvozdeno-sumpornim klusterima i hem grupama u proteinima lanca transporta elektrona koji generišu protonski gradijent čime se omogućava ATP sintazi da sintetiše ATP (hemiosmoza).
Hem grupe su deo hemoglobina, proteina prisutnog u crvenim krvnim zrncima koji učestvuje u transportu kiseonika od pluća do tkiva. Hem grupe su isto tako prisutne u mioglobinu kojim se skladiđti i difuzno prenosi kiseonik u mišićnim ćelijama.

### Kiseonikčni transport
Ljudskom telu je neophodno gvožđe za transport kiseonika. Kiseonik (O2) je potreban radi funkcionisanja i opstanka skoro svih ćelijskih tipova. Kiseonik se transportuje iz pluća do ostatka tela vezan za hem grupu hemoglobina u eritrocitima. U mišićnim ćelijama, gvožđe je vezano u mioglobinu, koji reguliše njegovo oslobađanje.

### Toksičnost
Gvožđe je isto tako potencijalno toksično. Njegova sposobnost da donira i prima elektrone znači da ono može da katalizuje konverziju vodonik peroksida u slobodne radikale. Slobodni radikali mogu da naprave štetu u raznim ćelijskim struktura, i ultimatno da dovedu do smrti ćelije.
Gvožđe vezano za proteine ili kofaktore kao što je hem je bezbedno. Takođe, virtualno ne postoje potpuno slobodni joni gvožđa u ćeliji, pošto oni s lakoćom formiraju komplekse sa organskim molekulima. Međutim, deo intraćelijskih jona je vezan u niskoafinitetnim kompleksima, i naziva se labilnim gvožđem ili „slobodnim” gvožem. Gvožđe u takvim kompleksima može da urokuje štetu kao što je gore opisano.
Da bi se sprečila takva vrsta štete, sve životne forme koje koriste gvožđe vezuju atome gvožđa za proteine. Ovo vezivanje omogućava ćelijama da koriste gvožđe uz istovremeno ograničavanje njegove sposobnosti da nanosi povrede. Tipično su intraćelijske koncentracije labilnog gvožđa kod bakterija na nivou od 10-20 mikromola, mada one mogu da budu deset puta veće u anaerobnom okruženju, gde su slobodni radikali i reaktivne kiseonične vrste ređe. U ćelijama sisara, koncentracije intraćelijskog labilnog gvožđa su tipično manje od 1 mikromola, što je manje od 5 procenata ukupnog ćelijskog gvožđa.

## Literatura
- Andrews S, Norton I, Salunkhe AS, Goodluck H, Aly WS, Mourad-Agha H, Cornelis P (2013). „Chapter 7, Control of Iron Metabolism in Bacteria”.  Ур.: Banci L. Metallomics and the Cell. Metal Ions in Life Sciences. 12. Springer. ISBN 978-94-007-5560-4. doi:10.1007/978-94-007-5561-1_7. electronic-book  978-94-007-5561-1 ISSN 1559-0836 electronic{issn|1868-0402}
- Andrews NC (maj 2004). „Anemia of inflammation: the cytokine-hepcidin link”. The Journal of Clinical Investigation. 113 (9): 1251—3. PMC 398435 . PMID 15124013. doi:10.1172/JCI21441.
- Camaschella C (decembar 2005). „Understanding iron homeostasis through genetic analysis of hemochromatosis and related disorders”. Blood. 106 (12): 3710—7. PMID 16030190. doi:10.1182/blood-2005-05-1857.
- Frazer DM, Anderson GJ (oktobar 2005). „Iron imports. I. Intestinal iron absorption and its regulation”. American Journal of Physiology. Gastrointestinal and Liver Physiology. 289 (4): G631—5. PMID 16160078. doi:10.1152/ajpgi.00220.2005.
- Insel P, Ross D, McMahon K, Bernstein M (2011). „Iron”. Nutrition (4th изд.). Sudbury, Massachusetts: Jones and Bartlett Publishers. стр. 510—514. ISBN 978-0-7637-7663-3. Приступљено 25. 6. 2012. See espp. 513-514
- Lammi-Keef CJ, Couch SC, Philipson EH, ур. (2008). „Dietary diversification and modification of iron”. Handbook of Nutrition and Pregnancy. Nutrition & Health. Totowa, New Jersey: Humana Press. стр. 350—351. ISBN 978-1-59745-112-3. doi:10.1007/978-1-59745-112-3. Приступљено 25. 6. 2012.
- Micronutrients, Panel on; Subcommittees on Upper Reference Levels of Nutrients and of Interpretation and Uses of Dietary Reference Intakes; the Standing Committee on the Scientific Evaluation of Dietary Reference Intakes (2001). „Iron”. Dietary Reference Intakes for Vitamin A, Vitamin K, Arsenic, Boron, Chromium, Copper, Iodine, Iron, Manganese, Molybdenum, Nickel, Silicon, Vanadium, and Zinc. Washington, D.C: Food and Nutrition Board, Institute of Medicine. стр. 290—393. ISBN 978-0-309-07279-3. Приступљено 25. 6. 2012.
- Reilly, C. (2004). „Iron”. The Nutritional Trace Metals. Oxford, UK & Ames, Iowa: Blackwell Publishing. стр. 35—81. ISBN 978-1-4051-1040-2. Приступљено 25. 6. 2012.

## Spoljašnje veze
- A comprehensive NIH factsheet on iron and nutrition
- Iron Disorders Institute: A nonprofit group concerned with iron disorders; site has helpful links and information on iron-related medical disorders.
- An interactive medical learning portal on iron metabolism
- Information about iron outside the body